# Нојкирхен (Доња Баварска)
Нојкирхен (њем. Neukirchen) град је у њемачкој савезној држави Баварска. Једно је од 37 општинских средишта округа Штраубинг-Боген. Према процјени из 2010. у граду је живјело 1.824 становника. Посједује регионалну шифру (AGS) 9278154.

## Географски и демографски подаци
Нојкирхен се налази у савезној држави Баварска у округу Штраубинг-Боген. Град се налази на надморској висини од 375 метара. Површина општине износи 24,5 km². У самом граду је, према процјени из 2010. године, живјело 1.824 становника. Просјечна густина становништва износи 75 становника/km².